# La mula
La mula és una pel·lícula espanyola basada en una novel·la de Juan Eslava Galán sobre la guerra civil espanyola. Va ser estrenada durant la 16a edició del Festival de Màlaga de Cinema Espanyol en 2013, en la que al seu protagonista Mario Casas li fou atorgada la 'Biznaga de Plata' al millor actor.

## Argument
A la fi de la guerra civil espanyola, un soldat del bàndol nacional, troba una mula perduda en el camp de batalla i decideix amagar-la per a portar-la-hi a la seva casa quan acabi la guerra. Amb la seva mula i amb les quatre-centes pessetes que porta en la butxaca intentarà conquistar a la noia més maca que ha vist mai.

## Repartiment
- Mario Casas - Castro.
- María Valverde - Conchi.
- Antonio Gil Martínez
- Jesús Carroza - Churri.
- Luis Callejo - Troitiño.
- Secun de la Rosa - Chato.
- Daniel Grao - sergent Cosme.
- Pepa Rus - Pepi.
- Selu Nieto.
- Jorge Suquet - Estrella.
- Juan Alberto de Burgos - Capità metge.
- Tavi García - Cárdenas.
- Mingo Ruano - Amor.
- Fede Ruiz  - Soldat Nacional 5 Furriel.

## La pel·lícula
Basada en fets reals, va ser rodada a la tardor de 2009. Produïda per Gheko Films, propietat d'Alejandra Frade, filla de José Frade. La pel·lícula va passar per diverses dificultats que van retardar la seva estrena.
L'1 de setembre de 2010 es presenta la pel·lícula a qualificació. La sol·licitud és desestimada el 19 d'octubre. El 4 de novembre s'interposa recurs, sent estimat el 3 de desembre. Aquest mateix dia la Secretària del Ministeri de Cultura, inicia procediment de declaració de lesivitat.
Amb data 14 de novembre de 2012 es va dictar sentència per la qual es desestimava les pretensions del Ministeri de Cultura. La sentència va esdevenir en ferma el mes de desembre. Aquest mateix mes, l'ICAA, va emetre el certificat de qualificació i va atorgar la nacionalitat espanyola a la pel·lícula.

## Problemes en el rodatge amb el seu director Michael Radford
Michael Radford, director, guionista i coproductor de la pel·lícula va abandonar el rodatge de la mateixa al novembre de 2009, quan faltava una setmana per a la finalització del rodatge. La pel·lícula va acabar de rodar-se sota la direcció de Sebastien Grousset i la productora d'Alejandra Frade va assumir l'edició i postproducció, Radford ha negat la seva autoria final i vol impedir l'estrena de la pel·lícula. Des de la finalització del rodatge, la productora espanyola representada per Alejandra Frade, d'una banda, i les productores irlandesa i britànica de Radford, per un altre, s'han enfrontat als tribunals britànics i espanyols, creuant-se diferents querelles.
A la High Court of Justice Queen´s Bench Division, Michael Radford va aconseguir que es través una “injunction” per la qual es restringia la capacitat de les productores espanyoles per a la lliure exhibició de La Mula a Anglaterra, no obstant això, amb data 24 de maig de 2012 es va dictar ordre pel citat jutjat que declara l'alçament de l'ordre per la qual es restringia la capacitat de Gheko Films per a exhibir La Mula.
Amb data 27 de novembre de 2012 es van desestimar les pretensions principals de Michael Radford condemnant-lo al pagament de les despeses ocasionades a Gheko Films.
En el jutjat de Primera Instància núm.42 de Madrid es va interposar demanda de reclamació de quantitat per part de Gheko Films Sur, contra la coproductora de la qual és titular Michael Radford per import de 270.021,18 euros, dictant-se sentència el 9 d'abril de 2012 per la qual condemnaven Workhorse al pagament del sol·licitat, aquesta sentència va esdevenir en ferma i després de l'oportuna taxació de despeses el 22 de novembre de 2012 es va despatxar execució contra Workhorse per import de 458.496 euros.